# Langdon
Langdon település az Amerikai Egyesült Államok Észak-Dakota államában, Cavalier megyében, melynek megyeszékhelye is. Lakosainak száma 1909 fő (2020. április 1.).

## Népesség
A település népességének változása:

| 2010 | 1 878 |
| 2020 | 1 909 |